# Autoroute A 404
Die Autoroute A 404 ist eine französische Autobahn mit Beginn in Maillat und dem derzeitigen Ende in Oyonnax. Sie hat heute eine Länge von 21,0 km. Geplant ist ein Weiterbau bis nach Dortan. Anschließend wird die Autobahn eine Gesamtlänge von 26,7 km aufweisen.

## Geschichte
- 29. November 1997: Eröffnung Saint-Martin-du-Frêne – Oyonnax-nord (A 40 – D31)

## Städte an der Autobahn
- Nantua
- Oyonnax